# Rickenbach (Zúrich)
Rickenbach es una comuna suiza del cantón de Zúrich, situada en el distrito de Winterthur. Limita al norte con la comuna de Altikon, al noreste con Ellikon an der Thur, al sur y sureste con Wiesendangen, al suroeste con Winterthur, y al oeste con Dinhard.

## Transportes
Ferrocarril
La comuna cuenta con una estación ferroviaria donde efectúan parada trenes de cercanías de varias líneas de la red S-Bahn Zúrich.